# A Wednesday
A Wednesday è un film del 2008 diretto da Neeraj Pandey.